# زينب العسال
زينب العسال (8 ديسمبر 1955) كاتبة قصصية وناقدة أدبية مصرية.

## سيرتها الذاتية
ولدت «زينب إبراهيم العسال» في 8 ديسمبر 1955، حصلت علی ليسانس من دار علوم جامعة القاهرة 1978، دبلوم عام تربوي 1985، ودبلوم خاص تربوي علم النفس الطفل 1986، دبلوم فنون مسرحية آداب عين شمس 1991، دبلوم معهد الفنون الشعبية الأكاديمية الفنون 1993. وكانت رسالة الماجستير الخاصة بها عن تفاعل الأنواع في أدب لطيفة الزيات.

عملت مديرًا لتحرير سلسلة قطر الندی للأطفال بالهيئة العامة لقصور الثقافة، كما عملت من قبل رئيسة للقسم الثقافي بجريدة الوطن العمانية، وحصلت علی منحة من معهد هدند دايزل في الكتابة للأطفال.

## حياتها الشخصية
هي زوجة الكاتب الصحفي محمد جبريل.

## أعمالها
- تقاسيم نقدية
- بريلا بريلا
- التعادلية: تبسيط لأعمال توفيق الحكيم.
- ماما زينب تكتب عن مصر
- حالو حالو: مسرحية للأطفال.